# Saison NBA 2015-2016
Navigation
Saison 2014-2015 Saison 2016-2017
La saison NBA 2015-2016 est la 67e saison de la NBA (70e en comptant les trois saisons BAA). Le NBA All-Star Game 2016 s'est déroulé le 14 février 2016 au Centre Air Canada à Toronto, siège des Raptors de Toronto.
La saison régulière débute le mardi 27 octobre 2015 chez le champion en titre, les Warriors de Golden State et s'achève le mercredi 13 avril 2016. Les playoffs débutent le samedi 16 avril 2016.
Pour passer un tour des playoffs, il faut gagner 4 matchs contre l'équipe adverse. Ils se déroulent en quatre tours : premier tour, demi-finale de conférence, finale de conférence et la finale NBA qui réunit la meilleure équipe des deux conférences.

## Calendrier des événements de la saison
- 26 septembre 2015 : Début des camps d'entraînement.
- 23 octobre 2015 : Fin de la présaison.
- 27 octobre 2015 : Ouverture de la saison régulière 2015-2016.
- 12 au 14 février 2016 : NBA All Star Weekend, à Toronto.
- 18 février 2016 : Date limite des transferts, à 21h (3 p.m. aux États-Unis).
- 13 avril 2016 : Dernier jour de la saison régulière.
- 16 avril 2016 : Début des Playoffs NBA.
- 17 mai 2016 : NBA Draft Lottery 2016.
- 2 juin 2016 : Début des Finales NBA.
- 23 juin 2016 : Draft 2016 de la NBA.

## Transactions
Le 8 juillet 2015, Adam Silver annonce que le salary cap passe à 70 millions de dollars soit 7 millions de plus que la saison précédente et le seuil de la luxury tax augmente de plus de 10 %, à 84,74 millions de dollars,.

### Retraites
- Le 18 juin 2015, Shawn Marion annonce sa retraite après 16 saisons et un titre NBA en 2011 avec les Mavericks de Dallas[3].
- Le 23 juin 2015, Andreï Kirilenko annonce sa retraite après 13 saisons en NBA[4].
- Le 2 juillet 2015, Kenyon Martin annonce sa retraite après 15 saisons en NBA[5].
- Le 22 juillet 2015, Stephen Jackson annonce sa retraite après 14 saisons et un titre NBA avec les Spurs de San Antonio en 2003[6].
- Le 11 août 2015, Elton Brand annonce sa retraite après 16 saisons en NBA[7].
- Le 23 septembre 2015, Jason Richardson annonce sa retraite après 14 saisons en NBA[8].

### Entraîneurs
| Avant la saison                 | Avant la saison         | Avant la saison             |
| Équipe                          | Entraîneur 2014-2015    | Entraîneur 2015-2016        |
| ------------------------------- | ----------------------- | --------------------------- |
| Bulls de Chicago                | Tom Thibodeau           | Fred Hoiberg                |
| Nuggets de Denver               | Melvin Hunt (intérim)   | Michael Malone              |
| Pelicans de La Nouvelle-Orléans | Monty Williams          | Alvin Gentry                |
| Thunder d'Oklahoma City         | Scott Brooks            | Billy Donovan               |
| Magic d'Orlando                 | James Borrego (intérim) | Scott Skiles                |
| Timberwolves du Minnesota       | Flip Saunders           | Sam Mitchell                |
| Pendant la saison               |                         |                             |
| Rockets de Houston              | Kevin McHale            | J. B. Bickerstaff (intérim) |
| Nets de Brooklyn                | Lionel Hollins          | Tony Brown (intérim)        |
| Cavaliers de Cleveland          | David Blatt             | Tyronn Lue                  |
| Suns de Phoenix                 | Jeff Hornacek           | Earl Watson (intérim)       |
| Knicks de New York              | Derek Fisher            | Kurt Rambis (intérim)       |

#### Avant saison
- Le 22 avril 2015, le Thunder d'Oklahoma City licencie Scott Brooks après 7 années en tant qu’entraîneur principal[9].
  - Il est remplacé le 30 avril 2015 par Billy Donovan qui arrive des Gators de la Floride, une équipe de NCAA qu'il entraînait depuis 1996 (2 titres)[10].
- Le 12 mai 2015, les Pelicans de La Nouvelle-Orléans licencient Monty Williams après 5 années en tant qu’entraîneur principal[11].
  - Il est remplacé le 30 mai 2015 par Alvin Gentry qui arrive des Warriors de Golden State où il était entraîneur assistant[12].
- Le 28 mai 2015, les Bulls de Chicago licencient Tom Thibodeau après 5 années en tant qu’entraîneur principal[13].
  - Il est remplacé le 2 juin 2015 par Fred Hoiberg qui arrive des Cyclones d'Iowa State, une équipe de NCAA qu'il entraînait depuis 2010[14].
- Le 29 mai 2015, le Magic d'Orlando nomme Scott Skiles au poste d'entraîneur principal[15].
- Le 15 juin 2015, les Nuggets de Denver nomment Michael Malone au poste d'entraîneur principal[16].
- Le 10 septembre 2015, les Timberwolves du Minnesota annoncent que leur entraîneur principal, Flip Saunders, qui a contracté le lymphome de Hodgkin, est remplacé par son adjoint Sam Mitchell[17]. Flip Saunders meurt le 25 octobre 2015[18].
- Le 1er octobre 2015, les Warriors de Golden State annoncent que leur entraîneur principal, Steve Kerr, qui se remet de problèmes de dos, est remplacé par intérim par son adjoint Luke Walton[19].

#### Pendant la saison
- Le 18 novembre 2015, les Rockets de Houston licencient leur entraîneur Kevin McHale après 5 années en tant qu’entraîneur principal[20].

- Le 20 décembre 2015, les Bucks de Milwaukee annoncent que l’entraîneur adjoint Joe Prunty prenait la place d'entraineur principal par intérim en attendant le retour de Jason Kidd à la suite d'une opération à la hanche[21].

- Le 10 janvier 2016, les Nets de Brooklyn licencient leur entraîneur Lionel Hollins après 2 années en tant qu’entraîneur principal. C'est l’entraîneur adjoint Tony Brown qui le remplace par intérim[22].

- Le 22 janvier 2016, les Cavaliers de Cleveland licencient leur entraîneur David Blatt après 1 an et demi en tant qu’entraîneur principal. C'est l’entraîneur adjoint Tyronn Lue qui le remplace en signant un contrat de plusieurs années[23].

- Le 1er février 2016, les Suns de Phoenix licencient leur entraîneur Jeff Hornacek après 2 ans et demi en tant qu’entraîneur principal. C'est Earl Watson qui le remplace par intérim[24],[25].

- Le 8 février 2016, les Knicks de New York licencient leur entraîneur Derek Fisher après 1 an et demi en tant qu’entraîneur principal. C'est Kurt Rambis qui le remplace par intérim[26].

## Pré-saison
La pré-saison a commencé le samedi 3 octobre 2015 et s’est achevée le vendredi 23 octobre 2015.

## Saison régulière
La saison régulière a débuté le mardi 27 octobre 2015 à l'United Center des Bulls de Chicago qui ont reçu les Cavaliers de Cleveland, finaliste NBA l'an dernier.

## Classements
| Champion de division | Qualifié pour les playoffs | Non qualifié pour les playoffs |

Les champions de division ne sont plus automatiquement qualifiés pour les playoffs, seuls les huit premiers de chaque conférence se qualifient pour les playoffs.

### Par division
Source : nba.com
 Mise à jour : Après matchs du 14 avril 2016
| Division Atlantique   | V  | D  | MJ | V/D  | GB | Dom   | Ext   | Div  | Conf  |
| --------------------- | -- | -- | -- | ---- | -- | ----- | ----- | ---- | ----- |
| Raptors de Toronto    | 56 | 26 | 82 | .683 | -  | 32-9  | 24-17 | 14-2 | 39-13 |
| Celtics de Boston     | 48 | 34 | 82 | .585 | 8  | 28-13 | 20-21 | 10-6 | 31-21 |
| Knicks de New York    | 32 | 50 | 82 | .390 | 24 | 18-23 | 14-27 | 8-8  | 21-31 |
| Nets de Brooklyn      | 21 | 61 | 82 | .256 | 35 | 14-27 | 7-34  | 6-10 | 12-40 |
| 76ers de Philadelphie | 10 | 72 | 82 | .122 | 46 | 7-34  | 3-38  | 2-14 | 3-49  |

| Division Centrale      | V  | D  | MJ | V/D  | GB | Dom   | Ext   | Div  | Conf  |
| ---------------------- | -- | -- | -- | ---- | -- | ----- | ----- | ---- | ----- |
| Cavaliers de Cleveland | 57 | 25 | 82 | .695 | -  | 33-8  | 24-17 | 8-8  | 35-17 |
| Pacers de l'Indiana    | 45 | 37 | 82 | .549 | 12 | 26-15 | 19-22 | 8-8  | 30-22 |
| Pistons de Détroit     | 44 | 38 | 82 | .537 | 13 | 26-15 | 18-23 | 10-6 | 29-23 |
| Bulls de Chicago       | 42 | 40 | 82 | .512 | 15 | 26-15 | 16-25 | 10-6 | 25-27 |
| Bucks de Milwaukee     | 33 | 49 | 82 | .402 | 24 | 23-18 | 10-31 | 4-12 | 21-31 |

| Division Sud-Est     | V  | D  | MJ | V/D  | GB | Dom   | Ext   | Div  | Conf  |
| -------------------- | -- | -- | -- | ---- | -- | ----- | ----- | ---- | ----- |
| Heat de Miami        | 48 | 34 | 82 | .585 | -  | 28-13 | 20-21 | 10-6 | 31-21 |
| Hawks d'Atlanta      | 48 | 34 | 82 | .585 | -  | 27-14 | 21-20 | 8-8  | 29-23 |
| Hornets de Charlotte | 48 | 34 | 82 | .585 | -  | 30-11 | 18-23 | 8-8  | 33-19 |
| Washington Wizards   | 41 | 41 | 82 | .500 | 7  | 22-19 | 19-22 | 10-6 | 30-22 |
| Magic d'Orlando      | 35 | 47 | 82 | .427 | 13 | 23-18 | 12-29 | 4-12 | 21-31 |

| Division Nord-Ouest       | V  | D  | MJ | V/D  | GB | Dom   | Ext   | Div  | Conf  |
| ------------------------- | -- | -- | -- | ---- | -- | ----- | ----- | ---- | ----- |
| Thunder d'Oklahoma City   | 55 | 27 | 82 | .671 | -  | 32-9  | 23-18 | 13-3 | 37-15 |
| Trail Blazers de Portland | 44 | 38 | 82 | .537 | 11 | 28-13 | 16-25 | 11-5 | 29-23 |
| Jazz de l'Utah            | 40 | 42 | 82 | .488 | 15 | 24-17 | 16-25 | 8-8  | 24-28 |
| Nuggets de Denver         | 33 | 49 | 82 | .402 | 22 | 18-23 | 15-26 | 4-12 | 18-34 |
| Timberwolves du Minnesota | 29 | 53 | 82 | .354 | 26 | 14-27 | 15-26 | 4-12 | 18-34 |

| Division Pacifique        | V  | D  | MJ | V/D  | GB | Dom   | Ext   | Div  | Conf  |
| ------------------------- | -- | -- | -- | ---- | -- | ----- | ----- | ---- | ----- |
| Warriors de Golden StateT | 73 | 9  | 82 | .890 | -  | 39-2  | 34-7  | 15-1 | 46-6  |
| Clippers de Los Angeles   | 53 | 29 | 82 | .646 | 20 | 29-12 | 24-17 | 9-7  | 31-21 |
| Kings de Sacramento       | 33 | 49 | 82 | .402 | 40 | 18-23 | 15-26 | 8-8  | 19-33 |
| Suns de Phoenix           | 23 | 59 | 82 | .280 | 50 | 14-27 | 9-32  | 6-10 | 17-35 |
| Lakers de Los Angeles     | 17 | 65 | 82 | .207 | 56 | 12-29 | 5-36  | 2-14 | 8-44  |

| Division Sud-Ouest       | V  | D  | MJ | V/D  | GB | Dom   | Ext   | Div  | Conf  |
| ------------------------ | -- | -- | -- | ---- | -- | ----- | ----- | ---- | ----- |
| Spurs de San Antonio     | 67 | 15 | 82 | .817 | -  | 40-1  | 27-14 | 14-2 | 43-9  |
| Mavericks de Dallas      | 42 | 40 | 82 | .512 | 25 | 23-18 | 19-22 | 7-9  | 27-25 |
| Grizzlies de Memphis     | 42 | 40 | 82 | .512 | 25 | 26-15 | 16-25 | 7-9  | 25-27 |
| Rockets de Houston       | 41 | 41 | 82 | .500 | 26 | 23-18 | 18-23 | 8-8  | 28-24 |
| Pelicans de Nlle-Orléans | 30 | 52 | 82 | .366 | 37 | 21-20 | 9-32  | 4-12 | 20-32 |

### Par conférence
Source : nba.com
 Mise à jour : Après matchs du 14 avril 2016
| Conférence Est | Conférence Est         | Conférence Est | Conférence Est | Conférence Est | Conférence Est | Conférence Est | Conférence Est |
| No             | Franchise              | Vic.           | Déf.           | MJ             | MR             | V/D            | GB             |
| -------------- | ---------------------- | -------------- | -------------- | -------------- | -------------- | -------------- | -------------- |
| 1              | Cavaliers de Cleveland | 57             | 25             | 82             | 2              | .695           | -              |
| 2              | Raptors de Toronto     | 56             | 26             | 82             | 0              | .683           | 1              |
| 3              | Heat de Miami          | 48             | 34             | 82             | 0              | .585           | 9              |
| 4              | Hawks d'Atlanta        | 48             | 34             | 82             | 0              | .585           | 9              |
| 5              | Celtics de Boston      | 48             | 34             | 82             | 0              | .585           | 9              |
| 6              | Hornets de Charlotte   | 48             | 34             | 82             | 0              | .585           | 9              |
| 7              | Pacers de l'Indiana    | 45             | 37             | 82             | 0              | .549           | 12             |
| 8              | Pistons de Détroit     | 44             | 38             | 82             | 0              | .537           | 13             |
|                |                        |                |                |                |                |                |                |
| 9              | Bulls de Chicago       | 42             | 40             | 82             | 0              | .512           | 15             |
| 10             | Wizards de Washington  | 41             | 41             | 82             | 0              | .500           | 16             |
| 11             | Magic d'Orlando        | 35             | 47             | 82             | 0              | .427           | 22             |
| 12             | Bucks de Milwaukee     | 33             | 49             | 82             | 0              | .402           | 24             |
| 13             | Knicks de New York     | 32             | 50             | 82             | 0              | .390           | 25             |
| 14             | Nets de Brooklyn       | 21             | 61             | 82             | 0              | .256           | 36             |
| 15             | 76ers de Philadelphie  | 10             | 72             | 82             | 0              | .120           | 47             |

| Conférence Ouest | Conférence Ouest                | Conférence Ouest | Conférence Ouest | Conférence Ouest | Conférence Ouest | Conférence Ouest | Conférence Ouest |
| No               | Franchise                       | Vic.             | Def.             | MJ               | MR               | V/D              | GB               |
| ---------------- | ------------------------------- | ---------------- | ---------------- | ---------------- | ---------------- | ---------------- | ---------------- |
| 1                | Warriors de Golden State T      | 73               | 9                | 82               | 0                | .890             | -                |
| 2                | Spurs de San Antonio            | 67               | 15               | 82               | 0                | .817             | 6                |
| 3                | Thunder d'Oklahoma City         | 55               | 27               | 82               | 0                | .671             | 18               |
| 4                | Clippers de Los Angeles         | 53               | 29               | 82               | 0                | .646             | 20               |
| 5                | Trail Blazers de Portland       | 44               | 38               | 82               | 0                | .537             | 29               |
| 6                | Mavericks de Dallas             | 42               | 40               | 82               | 0                | .512             | 31               |
| 7                | Grizzlies de Memphis            | 42               | 40               | 82               | 0                | .512             | 31               |
| 8                | Rockets de Houston              | 41               | 41               | 82               | 0                | .500             | 32               |
|                  |                                 |                  |                  |                  |                  |                  |                  |
| 9                | Jazz de l'Utah                  | 40               | 42               | 82               | 0                | .488             | 33               |
| 10               | Kings de Sacramento             | 33               | 49               | 82               | 0                | .402             | 40               |
| 11               | Nuggets de Denver               | 33               | 49               | 82               | 0                | .402             | 40               |
| 12               | Pelicans de La Nouvelle-Orléans | 30               | 52               | 82               | 0                | .366             | 43               |
| 13               | Timberwolves du Minnesota       | 29               | 53               | 82               | 0                | .354             | 44               |
| 14               | Suns de Phoenix                 | 23               | 59               | 82               | 0                | .280             | 50               |
| 15               | Lakers de Los Angeles           | 17               | 65               | 82               | 0                | .207             | 56               |

## Play-offs
Les playoffs sont disputés par les huit équipes les mieux classées de la conférence Est et par les huit les mieux classées de la conférence Ouest. Le tableau suivant résume les résultats.

### Tableau
|  | 1er tour         | 1er tour                  | 1er tour                  |   |                          | Demi-finales de Conférence | Demi-finales de Conférence | Demi-finales de Conférence |  |   | Finales de Conférence    | Finales de Conférence | Finales de Conférence |  |    | Finales NBA            | Finales NBA | Finales NBA |
|  |                  |                           |                           |   |                          |                            |                            |                            |  |   |                          |                       |                       |  |    |                        |             |             |
|  | 1                | Cavaliers de Cleveland    | 4                         |   |                          |                            |                            |                            |  |   |                          |                       |                       |  |    |                        |             |             |
|  | 8                | Pistons de Détroit        | 0                         |   |                          |                            |                            |                            |  |   |                          |                       |                       |  |    |                        |             |             |
|  | 8                | Pistons de Détroit        | 0                         |   | 1                        | Cavaliers de Cleveland     | 4                          |                            |  |   |                          |                       |                       |  |    |                        |             |             |
|  |                  |                           |                           |   | 1                        | Cavaliers de Cleveland     | 4                          |                            |  |   |                          |                       |                       |  |    |                        |             |             |
|  |                  | 4                         | Hawks d'Atlanta           | 0 |                          |                            |                            |                            |  |   |                          |                       |                       |  |    |                        |             |             |
|  | 4                | 4                         | Hawks d'Atlanta           | 0 | Hawks d'Atlanta          | 4                          |                            |                            |  |   |                          |                       |                       |  |    |                        |             |             |
|  | 4                |                           |                           |   | Hawks d'Atlanta          | 4                          |                            |                            |  |   |                          |                       |                       |  |    |                        |             |             |
|  | 5                | Celtics de Boston         | 2                         |   |                          |                            |                            |                            |  |   |                          |                       |                       |  |    |                        |             |             |
|  | 5                | Celtics de Boston         | 2                         |   |                          |                            |                            |                            |  | 1 | Cavaliers de Cleveland   | 4                     |                       |  |    |                        |             |             |
|  | Conférence Est   |                           |                           |   |                          |                            |                            |                            |  | 1 | Cavaliers de Cleveland   | 4                     |                       |  |    |                        |             |             |
|  |                  | 2                         | Raptors de Toronto        | 2 |                          |                            |                            |                            |  |   |                          |                       |                       |  |    |                        |             |             |
|  | 3                | 2                         | Raptors de Toronto        | 2 | Heat de Miami            | 4                          |                            |                            |  |   |                          |                       |                       |  |    |                        |             |             |
|  | 3                |                           |                           |   | Heat de Miami            | 4                          |                            |                            |  |   |                          |                       |                       |  |    |                        |             |             |
|  | 6                | Hornets de Charlotte      | 3                         |   |                          |                            |                            |                            |  |   |                          |                       |                       |  |    |                        |             |             |
|  | 6                | Hornets de Charlotte      | 3                         |   | 3                        | Heat de Miami              | 3                          |                            |  |   |                          |                       |                       |  |    |                        |             |             |
|  |                  |                           |                           |   | 3                        | Heat de Miami              | 3                          |                            |  |   |                          |                       |                       |  |    |                        |             |             |
|  |                  | 2                         | Raptors de Toronto        | 4 |                          |                            |                            |                            |  |   |                          |                       |                       |  |    |                        |             |             |
|  | 2                | 2                         | Raptors de Toronto        | 4 | Raptors de Toronto       | 4                          |                            |                            |  |   |                          |                       |                       |  |    |                        |             |             |
|  | 2                |                           |                           |   | Raptors de Toronto       | 4                          |                            |                            |  |   |                          |                       |                       |  |    |                        |             |             |
|  | 7                | Pacers de l'Indiana       | 3                         |   |                          |                            |                            |                            |  |   |                          |                       |                       |  |    |                        |             |             |
|  | 7                | Pacers de l'Indiana       | 3                         |   |                          |                            |                            |                            |  |   |                          |                       |                       |  | E1 | Cavaliers de Cleveland | 4           |             |
|  |                  |                           |                           |   |                          |                            |                            |                            |  |   |                          |                       |                       |  | E1 | Cavaliers de Cleveland | 4           |             |
|  |                  | O1                        | Warriors de Golden State  | 3 |                          |                            |                            |                            |  |   |                          |                       |                       |  |    |                        |             |             |
|  | 1                | O1                        | Warriors de Golden State  | 3 | Warriors de Golden State | 4                          |                            |                            |  |   |                          |                       |                       |  |    |                        |             |             |
|  | 1                |                           |                           |   | Warriors de Golden State | 4                          |                            |                            |  |   |                          |                       |                       |  |    |                        |             |             |
|  | 8                | Rockets de Houston        | 1                         |   |                          |                            |                            |                            |  |   |                          |                       |                       |  |    |                        |             |             |
|  | 8                | Rockets de Houston        | 1                         |   | 1                        | Warriors de Golden State   | 4                          |                            |  |   |                          |                       |                       |  |    |                        |             |             |
|  |                  |                           |                           |   | 1                        | Warriors de Golden State   | 4                          |                            |  |   |                          |                       |                       |  |    |                        |             |             |
|  |                  | 5                         | Trail Blazers de Portland | 1 |                          |                            |                            |                            |  |   |                          |                       |                       |  |    |                        |             |             |
|  | 4                | 5                         | Trail Blazers de Portland | 1 | Clippers de Los Angeles  | 2                          |                            |                            |  |   |                          |                       |                       |  |    |                        |             |             |
|  | 4                |                           |                           |   | Clippers de Los Angeles  | 2                          |                            |                            |  |   |                          |                       |                       |  |    |                        |             |             |
|  | 5                | Trail Blazers de Portland | 4                         |   |                          |                            |                            |                            |  |   |                          |                       |                       |  |    |                        |             |             |
|  | 5                | Trail Blazers de Portland | 4                         |   |                          |                            |                            |                            |  | 1 | Warriors de Golden State | 4                     |                       |  |    |                        |             |             |
|  | Conférence Ouest |                           |                           |   |                          |                            |                            |                            |  | 1 | Warriors de Golden State | 4                     |                       |  |    |                        |             |             |
|  |                  | 3                         | Thunder d'Oklahoma City   | 3 |                          |                            |                            |                            |  |   |                          |                       |                       |  |    |                        |             |             |
|  | 3                | 3                         | Thunder d'Oklahoma City   | 3 | Thunder d'Oklahoma City  | 4                          |                            |                            |  |   |                          |                       |                       |  |    |                        |             |             |
|  | 3                |                           |                           |   | Thunder d'Oklahoma City  | 4                          |                            |                            |  |   |                          |                       |                       |  |    |                        |             |             |
|  | 6                | Mavericks de Dallas       | 1                         |   |                          |                            |                            |                            |  |   |                          |                       |                       |  |    |                        |             |             |
|  | 6                | Mavericks de Dallas       | 1                         |   | 3                        | Thunder d'Oklahoma City    | 4                          |                            |  |   |                          |                       |                       |  |    |                        |             |             |
|  |                  |                           |                           |   | 3                        | Thunder d'Oklahoma City    | 4                          |                            |  |   |                          |                       |                       |  |    |                        |             |             |
|  |                  | 2                         | Spurs de San Antonio      | 2 |                          |                            |                            |                            |  |   |                          |                       |                       |  |    |                        |             |             |
|  | 2                | 2                         | Spurs de San Antonio      | 2 | Spurs de San Antonio     | 4                          |                            |                            |  |   |                          |                       |                       |  |    |                        |             |             |
|  | 2                |                           |                           |   | Spurs de San Antonio     | 4                          |                            |                            |  |   |                          |                       |                       |  |    |                        |             |             |
|  | 7                | Grizzlies de Memphis      | 0                         |   |                          |                            |                            |                            |  |   |                          |                       |                       |  |    |                        |             |             |

## Leaders statistiques de la saison régulière

### Meilleurs joueurs par statistiques
Pour pouvoir être classé et prétendre au titre de meilleur de la ligue dans une catégorie de statistique, le joueur doit répondre à un minimum de critères édictés dans le Rate Statistic Requirements.
Source: espn.go.com  Mise à jour au 14 avril 2016
| Catégorie                      | Joueur            | Équipe                   | Statistique |
| ------------------------------ | ----------------- | ------------------------ | ----------- |
| Points par match               | Stephen Curry     | Warriors de Golden State | 30.1        |
| Rebonds par match              | Andre Drummond    | Pistons de Détroit       | 14.8        |
| Passes par match               | Rajon Rondo       | Kings de Sacramento      | 11.7        |
| Interceptions par match        | Stephen Curry     | Warriors de Golden State | 2.14        |
| Contres par match              | Hassan Whiteside  | Heat de Miami            | 3.68        |
| Ballons perdus par match       | James Harden      | Rockets de Houston       | 4.6         |
| Minutes jouées par match       | James Harden      | Rockets de Houston       | 38.1        |
| Pourcentage de réussite        | DeAndre Jordan    | Clippers de Los Angeles  | 70,3 %      |
| Pourcentage à 3 points         | J. J. Redick      | Clippers de Los Angeles  | 47,5 %      |
| Pourcentage aux lancers francs | Stephen Curry     | Warriors de Golden State | 90,7 %      |
| Double-doubles                 | Andre Drummond    | Pistons de Détroit       | 66          |
| Triple-doubles                 | Russell Westbrook | Thunder d'Oklahoma City  | 18          |

### Statistiques équipes
Source: espn.go.com  Mise à jour au 14 avril 2016.
| Catégorie                        | Équipe                   | Statistique |
| -------------------------------- | ------------------------ | ----------- |
| Points par match (max)           | Warriors de Golden State | 114.9       |
| Points par match (min)           | Lakers de Los Angeles    | 97.3        |
| Rebonds par match                | Thunder d'Oklahoma City  | 48.6        |
| Passes par match                 | Warriors de Golden State | 28.9        |
| Interceptions par match          | Rockets de Houston       | 10.0        |
| Contres par match                | Heat de Miami            | 6.5         |
| Pertes de balles par match (min) | Hornets de Charlotte     | 11.9        |
| Pertes de balles par match (max) | Suns de Phoenix          | 16.6        |
| Pourcentage de réussite          | Warriors de Golden State | 48,7 %      |
| Pourcentage à 3 points           | Warriors de Golden State | 41,6 %      |
| Pourcentage aux lancers francs   | Thunder d'Oklahoma City  | 80,5 %      |
| Points concédés par match (min)  | Spurs de San Antonio     | 92.9        |
| Points concédés par match (max)  | Kings de Sacramento      | 109.1       |
| Différentiel de points (+/-)     | Warriors de Golden State | + 10.8      |

## Records et récompenses de la saison

### Records individuels
| Catégorie                   | Joueur                                      | Équipe                                                                  | Statistique | Date                                              |
| --------------------------- | ------------------------------------------- | ----------------------------------------------------------------------- | ----------- | ------------------------------------------------- |
| Minutes                     | Marcus Morris                               | Pistons de Détroit                                                      | 57 (4OT)    | 18 décembre 2015                                  |
| Points                      | Kobe Bryant                                 | Lakers de Los Angeles                                                   | 60          | 13 avril 2016                                     |
| Rebonds                     | Andre Drummond                              | Pistons de Détroit                                                      | 29          | 3 novembre 2015                                   |
| Rebonds défensifs           | Andre Drummond DeMarcus Cousins             | Pistons de Détroit Kings de Sacramento                                  | 19          | 4 décembre 2015 19 février 2016                   |
| Rebonds offensifs           | Tyson Chandler Alex Stepheson               | Suns de Phoenix Grizzlies de Memphis                                    | 13          | 23 janvier 2016 14 mars 2016                      |
| Passes décisives            | Rajon Rondo Rajon Rondo Russell Westbrook   | Kings de Sacramento Thunder d'Oklahoma City                             | 20          | 23 novembre 2015 25 janvier 2016 9 mars 2016      |
| Interceptions               | Robert Covington Ricky Rubio Pablo Prigioni | 76ers de Philadelphie Timberwolves du Minnesota Clippers de Los Angeles | 8           | 27 novembre 2015 16 décembre 2015 13 janvier 2016 |
| Contres                     | Hassan Whiteside                            | Heat de Miami                                                           | 11          | 15 janvier 2016                                   |
| Balles perdues              | Emmanuel Mudiay Russell Westbrook           | Nuggets de Denver Thunder d'Oklahoma City                               | 11          | 28 octobre 2015 27 novembre 2015                  |
| Tirs marqués                | Anthony Davis                               | Pelicans de la Nouvelle-Orléans                                         | 24 (sur 34) | 25 janvier 2016                                   |
| Tirs tentés                 | Kobe Bryant                                 | Lakers de Los Angeles                                                   | 50          | 13 avril 2016                                     |
| Tirs à trois points marqués | Stephen Curry                               | Warriors de Golden State                                                | 12 (sur 16) | 27 février 2016                                   |
| Tirs à trois points tentés  | Kobe Bryant                                 | Lakers de Los Angeles                                                   | 21          | 13 avril 2016                                     |
| Lancers francs marqués      | DeMar DeRozan                               | Raptors de Toronto                                                      | 24 (sur 25) | 4 mars 2016                                       |
| Lancers francs tentés       | Andre Drummond                              | Pistons de Détroit                                                      | 36          | 20 janvier 2016                                   |

- Dernière mise à jour après les matchs du 14 avril 2016.

## Récompenses

### Trophées annuels
- Most Valuable Player :  Stephen Curry, Warriors de Golden State[29]
- Rookie of the Year :  Karl-Anthony Towns, Timberwolves du Minnesota[30]
- Defensive Player of the Year :  Kawhi Leonard, Spurs de San Antonio[31]
- NBA Sixth Man of the Year Award :  Jamal Crawford, Clippers de Los Angeles[32]
- Most Improved Player :  C.J. McCollum, Trail Blazers de Portland[33]
- Coach of the Year :  Steve Kerr, Warriors de Golden State[34]
- Executive of the Year :  R. C. Buford, Spurs de San Antonio[35]
- NBA Sportsmanship Award :  Mike Conley, Grizzlies de Memphis[36]
- J. Walter Kennedy Citizenship Award :  Wayne Ellington, Nets de Brooklyn[37]
- Twyman-Stokes Teammate of the Year Award :  Vince Carter, Grizzlies de Memphis[38]

| - All-NBA First Team : - F Kawhi Leonard, Spurs de San Antonio - F LeBron James, Cavaliers de Cleveland - C DeAndre Jordan, Clippers de Los Angeles - G Russell Westbrook, Thunder d'Oklahoma City - G Stephen Curry, Warriors de Golden State | - All-NBA Second Team : - F Kevin Durant, Thunder d'Oklahoma City - F Draymond Green, Warriors de Golden State - C DeMarcus Cousins, Kings de Sacramento - G Chris Paul, Clippers de Los Angeles - G Damian Lillard, Trail Blazers de Portland | - All-NBA Third Team : - F Paul George, Pacers de l'Indiana - F LaMarcus Aldridge, Spurs de San Antonio - C Andre Drummond, Pistons de Détroit - G Kyle Lowry, Raptors de Toronto - G Klay Thompson, Warriors de Golden State |

| - NBA All-Defensive First Team : - F Kawhi Leonard, Spurs de San Antonio - F Draymond Green, Warriors de Golden State - C DeAndre Jordan, Clippers de Los Angeles - G Avery Bradley, Celtics de Boston - G Chris Paul, Clippers de Los Angeles | - NBA All-Defensive Second Team : - F Paul Millsap, Hawks d'Atlanta - F Paul George, Pacers de l'Indiana - C Hassan Whiteside, Heat de Miami - G Tony Allen, Grizzlies de Memphis - G Jimmy Butler, Bulls de Chicago |

| - NBA All-Rookie First Team. - Karl-Anthony Towns, Timberwolves du Minnesota - Kristaps Porziņģis, Knicks de New York - Devin Booker, Suns de Phoenix - Nikola Jokić, Nuggets de Denver - Jahlil Okafor, 76ers de Philadelphie | - NBA All-Rookie Second Team : - Justise Winslow, Heat de Miami - D'Angelo Russell, Lakers de Los Angeles - Emmanuel Mudiay, Nuggets de Denver - Myles Turner, Pacers de l'Indiana - Willie Cauley-Stein, Kings de Sacramento |

- MVP des Finales : LeBron James, Cavaliers de Cleveland

### Joueurs de la semaine
| Semaine                   | Conférence Est       | Conférence Est               | Conférence Ouest         | Conférence Ouest                |
| ------------------------- | -------------------- | ---------------------------- | ------------------------ | ------------------------------- |
| 27 octobre – 1er novembre | Andre Drummond (1/2) | Pistons de Détroit (1/4)     | Stephen Curry (1/5)      | Warriors de Golden State (1/7)  |
| 2 novembre – 8 novembre   | Andre Drummond (2/2) | Pistons de Détroit (2/4)     | James Harden (1/1)       | Rockets de Houston (1/1)        |
| 9 novembre – 15 novembre  | Nicolas Batum (1/1)  | Hornets de Charlotte (1/3)   | DeMarcus Cousins (1/2)   | Kings de Sacramento (1/2)       |
| 16 novembre – 22 novembre | LeBron James (1/5)   | Cavaliers de Cleveland (1/5) | Stephen Curry (2/5)      | Warriors de Golden State (2/7)  |
| 23 novembre – 29 novembre | Paul George (1/1)    | Pacers de l'Indiana (1/1)    | Kevin Durant (1/5)       | Thunder d'Oklahoma City (1/6)   |
| 30 novembre – 6 décembre  | Reggie Jackson (1/2) | Pistons de Détroit (3/4)     | Stephen Curry (3/5)      | Warriors de Golden State (3/7)  |
| 7 décembre – 13 décembre  | DeMar DeRozan (1/1)  | Raptors de Toronto (1/3)     | Kevin Durant (2/5)       | Thunder d'Oklahoma City (2/6)   |
| 14 décembre – 20 décembre | Reggie Jackson (2/2) | Pistons de Détroit (4/4)     | Kawhi Leonard (1/2)      | Spurs de San Antonio (1/3)      |
| 21 décembre – 27 décembre | Marcin Gortat (1/1)  | Wizards de Washington (1/2)  | Russell Westbrook (1/1)  | Thunder d'Oklahoma City (3/6)   |
| 28 décembre – 3 janvier   | Brook Lopez (1/1)    | Nets de Brooklyn (1/1)       | Draymond Green (1/1)     | Warriors de Golden State (4/7)  |
| 4 janvier – 10 janvier    | LeBron James (2/5)   | Cavaliers de Cleveland (2/5) | Chris Paul (1/1)         | Clippers de Los Angeles (1/1)   |
| 11 janvier – 17 janvier   | John Wall (1/1)      | Wizards de Washington (2/2)  | Kevin Durant (3/5)       | Thunder d'Oklahoma City (4/6)   |
| 18 janvier – 24 janvier   | Kemba Walker (1/2)   | Hornets de Charlotte (2/3)   | DeMarcus Cousins (2/2)   | Kings de Sacramento (2/2)       |
| 25 janvier – 31 janvier   | Dwyane Wade (1/1)    | Heat de Miami (1/1)          | Kevin Durant (4/5)       | Thunder d'Oklahoma City (5/6)   |
| 1er février – 7 février   | Isaiah Thomas (1/1)  | Celtics de Boston (1/1)      | LaMarcus Aldridge (1/1)  | Spurs de San Antonio (2/3)      |
| 22 février – 28 février   | Kyle Lowry (1/2)     | Raptors de Toronto (2/3)     | Stephen Curry (4/5)      | Warriors de Golden State (5/7)  |
| 29 février – 6 mars       | LeBron James (3/5)   | Cavaliers de Cleveland (3/5) | Kawhi Leonard (2/2)      | Spurs de San Antonio (3/3)      |
| 7 mars – 13 mars          | Kemba Walker (2/2)   | Hornets de Charlotte (3/3)   | Stephen Curry (5/5)      | Warriors de Golden State (6/7)  |
| 14 mars – 20 mars         | Kyle Lowry (2/2)     | Raptors de Toronto (3/3)     | Kevin Durant (5/5)       | Thunder d'Oklahoma City (6/6)   |
| 21 mars – 27 mars         | LeBron James (4/5)   | Cavaliers de Cleveland (4/5) | Klay Thompson (1/1)      | Warriors de Golden State (7/7)  |
| 28 mars – 3 avril         | LeBron James (5/5)   | Cavaliers de Cleveland (5/5) | José Juan Barea (1/1)    | Mavericks de Dallas (1/1)       |
| 4 avril – 10 avril        | Paul Millsap (1/1)   | Hawks d'Atlanta (1/1)        | Karl-Anthony Towns (1/1) | Timberwolves du Minnesota (1/1) |

### Joueurs du mois
| Mois     | Conférence Est                                                                 | Conférence Ouest                                                                               |
| -------- | ------------------------------------------------------------------------------ | ---------------------------------------------------------------------------------------------- |
| Novembre | Paul George (Pacers de l'Indiana) (1/1)                                        | Stephen Curry (Warriors de Golden State) (1/2)                                                 |
| Décembre | John Wall (Wizards de Washington) (1/1)                                        | Russell Westbrook (Thunder d'Oklahoma City) (1/2) Kevin Durant (Thunder d'Oklahoma City) (1/2) |
| Janvier  | DeMar DeRozan (Raptors de Toronto) (1/1) Kyle Lowry (Raptors de Toronto) (1/1) | Kevin Durant (Thunder d'Oklahoma City) (2/2)                                                   |
| Février  | LeBron James (Cavaliers de Cleveland) (1/3)                                    | Stephen Curry (Warriors de Golden State) (2/2)                                                 |
| Mars     | LeBron James (Cavaliers de Cleveland) (2/3)                                    | Russell Westbrook (Thunder d'Oklahoma City) (2/2)                                              |
| Avril    | LeBron James (Cavaliers de Cleveland) (3/3)                                    | James Harden (Rockets de Houston) (1/1)                                                        |

### Rookies du mois
| Mois     | Conférence Est                                | Conférence Ouest                                     |
| -------- | --------------------------------------------- | ---------------------------------------------------- |
| Novembre | Kristaps Porziņģis (Knicks de New York) (1/3) | Karl-Anthony Towns (Timberwolves du Minnesota) (1/6) |
| Décembre | Kristaps Porziņģis (Knicks de New York) (2/3) | Karl-Anthony Towns (Timberwolves du Minnesota) (2/6) |
| Janvier  | Kristaps Porziņģis (Knicks de New York) (3/3) | Karl-Anthony Towns (Timberwolves du Minnesota) (3/6) |
| Février  | Myles Turner (Pacers de l'Indiana) (1/1)      | Karl-Anthony Towns (Timberwolves du Minnesota) (4/6) |
| Mars     | Josh Richardson (Heat de Miami) (1/1)         | Karl-Anthony Towns (Timberwolves du Minnesota) (5/6) |
| Avril    | Norman Powell (Raptors de Toronto) (1/1)      | Karl-Anthony Towns (Timberwolves du Minnesota) (6/6) |

### Entraîneurs du mois
| Mois     | Conférence Est                              | Conférence Ouest                               |
| -------- | ------------------------------------------- | ---------------------------------------------- |
| Novembre | David Blatt (Cavaliers de Cleveland) (1/1)  | Luke Walton (Warriors de Golden State) (1/1)   |
| Décembre | Scott Skiles (Magic d'Orlando) (1/1)        | Gregg Popovich (Spurs de San Antonio) (1/1)    |
| Janvier  | Dwane Casey (Raptors de Toronto) (1/1)      | Doc Rivers (Clippers de Los Angeles) (1/2)     |
| Février  | Brad Stevens (Celtics de Boston) (1/1)      | Terry Stotts (Trail Blazers de Portland) (1/1) |
| Mars     | Steve Clifford (Hornets de Charlotte) (1/1) | Steve Kerr (Warriors de Golden State) (1/1)    |
| Avril    | Frank Vogel (Pacers de l'Indiana) (1/1)     | Doc Rivers (Clippers de Los Angeles) (2/2)     |

## Faits notables de pré-saison et pendant la saison
- Pour la première fois dans l'histoire de la NBA, les Timberwolves du Minnesota comptent dans leur effectif les trois derniers premiers choix de la draft, à savoir Anthony Bennett, Andrew Wiggins (tous deux arrivés en provenance des Cavaliers de Cleveland la saison précédente dans la transaction contre Kevin Love) et Karl-Anthony Towns (premier choix de la Draft 2015 en provenance des Wildcats du Kentucky). Cependant, le 23 septembre 2015, Anthony Bennett a été coupé par les Timberwolves. Le 26 septembre 2015, il signe chez les Raptors de Toronto.
- Les Rockets de Houston deviennent la première équipe dans l'histoire de la ligue à commencer une saison avec trois défaites consécutives de plus de 20 points (ou plus), entre le 28 octobre et le 1er novembre 2015.
- Le 1er novembre 2015, le big three des Spurs de San Antonio (Tim Duncan, Tony Parker et Manu Ginobili) remporte sa 541e victoire en saison régulière, surpassant la marque atteinte par Larry Bird, Robert Parish et Kevin McHale avec les Celtics de Boston entre 1981 et 1992. Coïncidence, le trio des Spurs a établi ce record dans un match contre les Celtics au TD Garden.
- Le 2 novembre 2015, LeBron James dépasse Kobe Bryant et devient le plus jeune joueur à inscrire 25 000 points en carrière, à 30 ans et 307 jours, au cours du quatrième quart temps lors d'une victoire contre les 76ers de Philadelphie. Il devient aussi le 20e joueur dans l'histoire de la ligue à atteindre les 25 000 points (à cette date).
- Le 2 novembre 2015, Tim Duncan obtient sa 954e victoire avec les Spurs de San Antonio lors d'une victoire 94-84 contre les Knicks de New York au Madison Square Garden, devenant ainsi le joueur comptant le plus de victoires avec la même équipe.
- Le 11 novembre 2015, Tim Duncan devient le 7e meilleur rebondeur en carrière, dépassant Robert Parish.
- Le 14 novembre 2015, Tim Duncan devient le 5e meilleur contreur en carrière, dépassant son ancien coéquipier et Hall of Famer David Robinson. Le même jour, son coéquipier Tony Parker devient quant à lui le 34e joueur à atteindre les 6 000 passes décisives en carrière.
- Le 15 novembre 2015, Kevin Garnett devient le cinquième joueur dans l'histoire de la ligue à avoir joué plus de 50 000 minutes tout au long de sa carrière. Il dépasse ainsi Elvin Hayes et devient le 4e joueur ayant joué le plus de minutes dans l'histoire de la ligue. Il a atteint cette barre lors de la 23e minute d'un match perdu contre les Grizzlies de Memphis.
- Le 17 novembre 2015, LeBron James devient le 19e meilleur marqueur de la ligue lors du premier quart-temps d'un match perdu contre les Pistons de Detroit et dépasse Jerry West.
- Le 21 novembre 2015, Dwyane Wade dépasse Dale Ellis et Reggie Theus et devient le 49e meilleur marqueur de la ligue.
- Le 23 novembre 2015, LeBron James devient le 25e meilleur passeur de la ligue, il rejoint ainsi Oscar Robertson comme les deux seuls joueurs de l'histoire de la NBA à être dans le top 25 des meilleurs marqueurs et passeurs.
- Le 24 novembre 2015, les Warriors de Golden State établissent le record NBA de la plus longue série de victoires pour commencer la saison régulière avec un bilan de 16 victoires pour 0 défaite après une victoire contre les Lakers de Los Angeles.
- Le 29 novembre 2015, Kobe Bryant annonce qu'il prendra sa retraite à la fin de la saison régulière. Pendant vingt saisons (sans compter celle-ci), Bryant a remporté cinq championnats NBA, un titre de MVP et a été sélectionné 17 fois au All-Star Game.
- Les 76ers de Philadelphie deviennent la première équipe dans l'histoire de la ligue à commencer plusieurs saisons d'affilée avec 0 victoire et 17 défaites. Ils ont également égalé la série de la plus longue série de défaites détenue par les Nets du New Jersey lors de la saison 2009-2010 avec 28 défaites de suite. Ils ont obtenu leur première victoire le 1er décembre 2015 à domicile contre les Lakers de Los Angeles.
- Le 30 novembre 2015, Dirk Nowitzki marque son dix-millième panier lors d'une défaite contre les Kings de Sacramento et devient seulement le 13e joueur à atteindre les 10 000 paniers marqués.
- Le 1er décembre 2015, Kevin Garnett dépasse le meneur et actuel entraîneur des Bucks de Milwaukee, Jason Kidd, et devient le troisième joueur ayant le plus joué dans l'histoire de ligue avec ses 20 minutes lors d'une défaite contre le Magic d'Orlando.
- Le match entre les Celtics de Boston et les Kings de Sacramento du 3 décembre 2015 a lieu à l’Arena Ciudad de México, dans le cadre des NBA Global Games.
- Le 5 décembre 2015, Kevin Garnett atteint la barre des 26 000 points inscrits lors d'une défaite contre les Trail Blazers de Portland. Rajon Rondo dépasse lui la barre des 5 000 passes décisives lors d'une défaite contre les Rockets de Houston. Et Pau Gasol atteint la barre des 1 000 matchs joués lors d'une défaite contre les Hornets de Charlotte.
- Les Bucks de Milwaukee deviennent la première équipe à jouer sur un terrain au design alternatif, le 9 décembre 2015 contre les Clippers de Los Angeles.
- Le 9 décembre 2015, Chris Paul enregistre 18 passes décisives lors d'une victoire contre les Bucks de Milwaukee, il dépasse Tim Hardaway et devient le 14e meilleur passeur de la ligue.
- Le 11 décembre 2015, Kevin Garnett devient le meilleur rebondeur défensif de la ligue, dépassant Karl Malone.
- Le 16 décembre 2015, Paul Pierce atteint la barre des 26 000 points lors d'une victoire contre les Bucks de Milwaukee.
- Le 23 décembre 2015, Dirk Nowitzki dépasse Shaquille O'Neal et devient le 6e meilleur marqueur de l'histoire de la ligue lors d'une victoire 119-118 après prolongation contre les Nets de Brooklyn, où il a marqué 22 points et notamment le panier de la victoire.
- Le match entre le Magic d'Orlando et les Raptors de Toronto du 14 janvier 2016 a lieu à la O2 Arena de Londres, toujours dans le cadre des NBA Global Games.
- Le 27 février, les Warriors de Golden State valident leur place pour les playoffs. C'est la première fois depuis la saison 1987-1988 et les Lakers de Los Angeles qu'une franchise se qualifie dès février[82].
- Le 1er mars, les Sixers de Philadelphie se trouvent quant à eux déjà éliminés de la course aux playoffs[83].
- Le 1er avril, les Warriors de Golden State perdent à domicile pour la première fois depuis 14 mois face aux Celtics de Boston[84].
- Le 13 avril, les Warriors de Golden State battent le record du meilleur bilan en saison régulière en remportant une 73e victoire face aux Grizzlies de Memphis[85].